# غاري ميدلتون (متسابق دراجات نارية)
غاري ميدلتون (بالإنجليزية: Garry Middleton)‏ هو متسابق دراجات نارية أسترالي، ولد في 14 يوليو 1948 في Corowa ‏ في أستراليا، وتوفي في 23 نوفمبر 1994.